# Vilmos Tátrai
Dans le nom hongrois Tátrai Vilmos, le nom de famille précède le prénom, mais cet article utilise l’ordre habituel en français Vilmos Tátrai, où le prénom précède le nom.
Vilmos Tátrai ([ˈvilmoʃ], [ˈtaːtɾɒi]) est un violoniste hongrois né à Kispest le 7 octobre 1912 et mort à Budapest le 2 février 1999.

## Biographie
Tátrai naît à Kispest, aujourd'hui 19e arrondissement de Budapest. Professeur à l'Académie de musique de Budapest, il fonde en 1946 le quatuor Tátrai (en) avec des membres de l'orchestre de Budapest. Le quatuor est alors formé de Vilmos Tátrai au premier violon, Mihály Szűcs au second violon, József Iványi à l'alto et Vera Dénes – remplacée en 1951 par Ede Banda – au violoncelle. Dès 1948, le quatuor remporte le concours de quatuor à cordes Bartók.

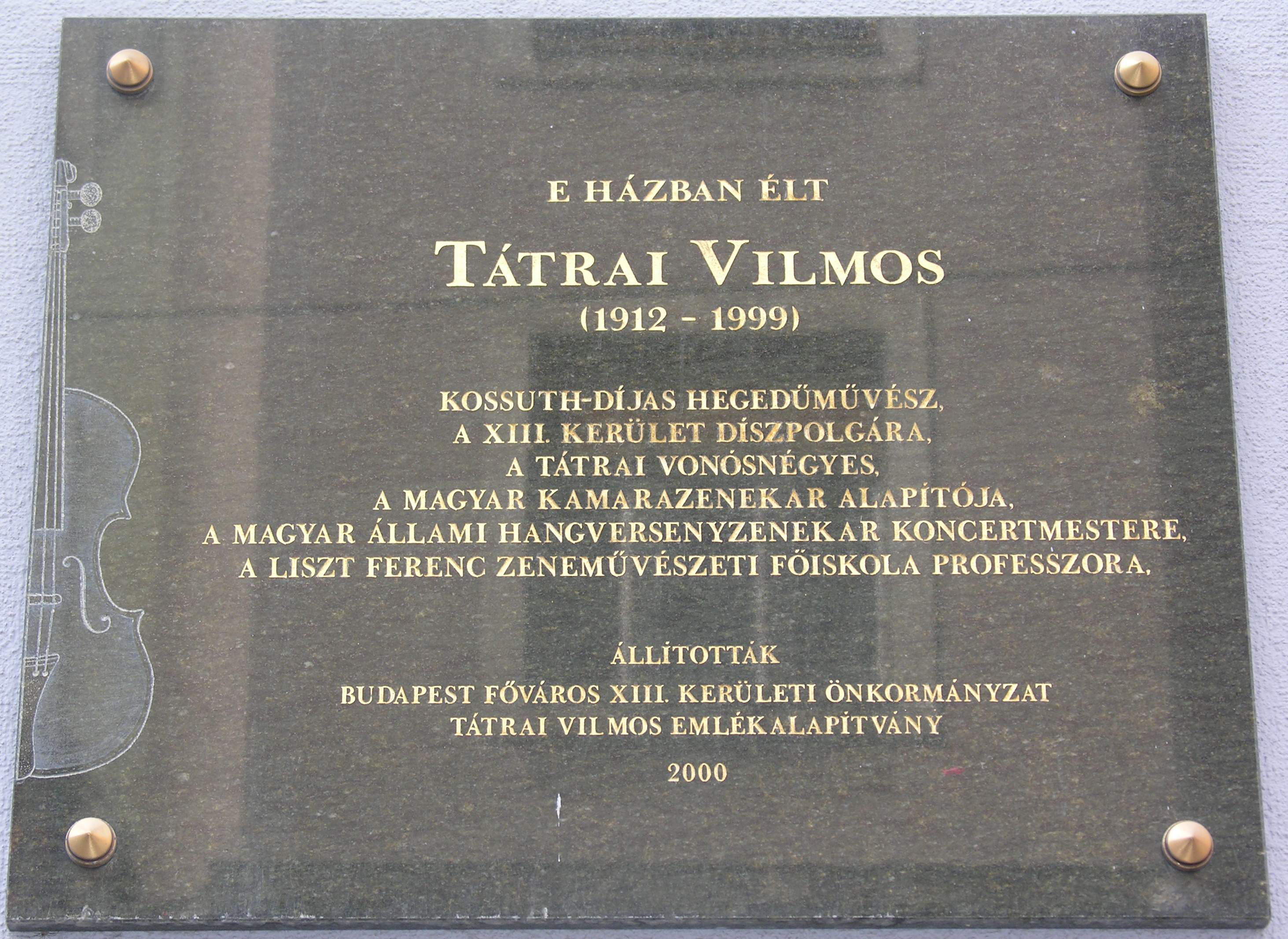
Plaque commémorative au 4, rue Raoul-Wallenberg à Budapest où a résidé Vilmos Tátrai.

Peu après ce prix, Vilmos Tátrai devient violon solo de l'Orchestre de la Philharmonie nationale hongroise, pupitre qu'il tient jusqu'en 1982, puis il fonde en 1957 l'Orchestre de chambre hongrois dont il est le leader, bien que l'ensemble ne possède pas de chef d'orchestre.